# Inmigración española en Cuba

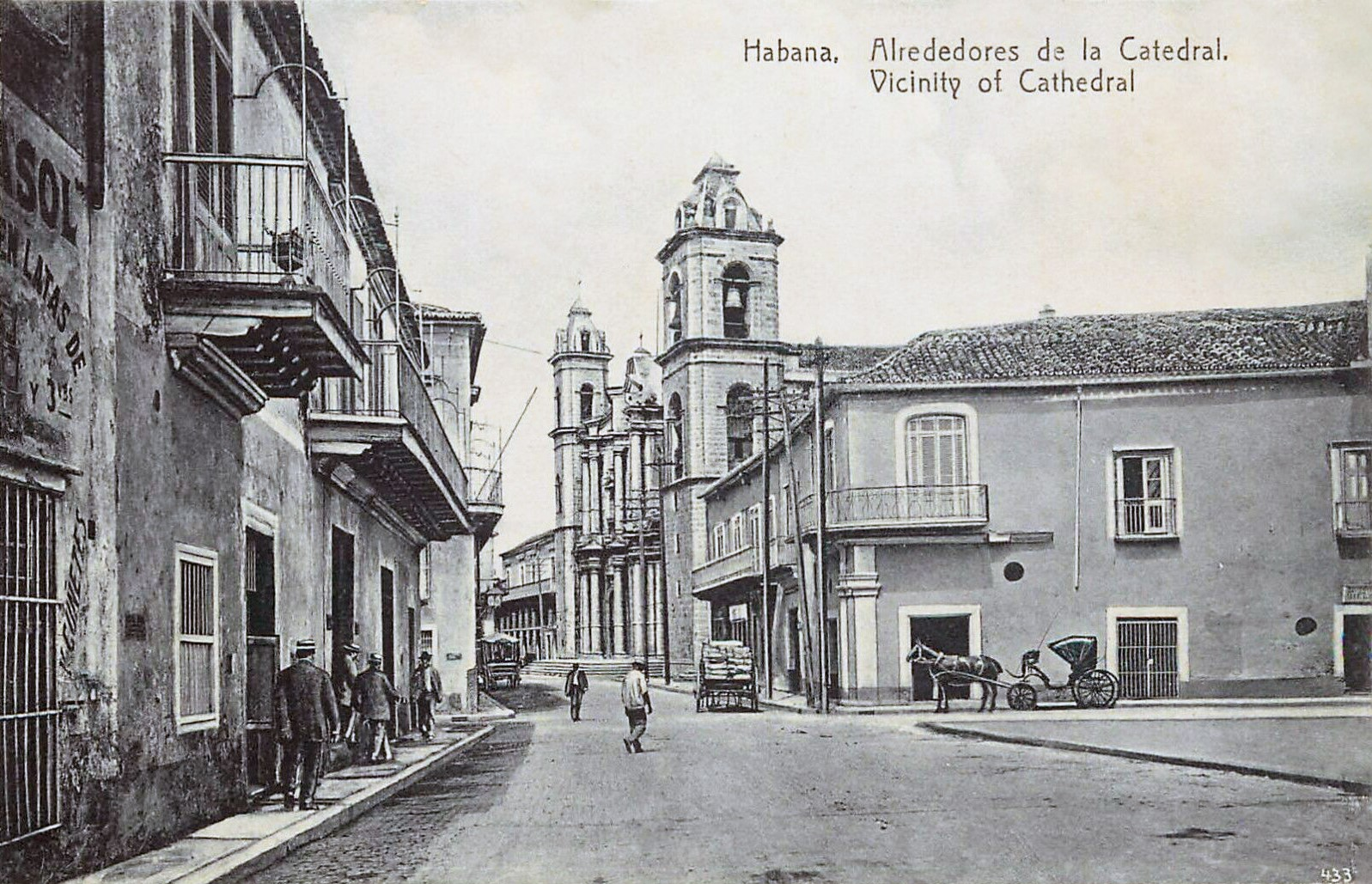

La inmigración de población española hacia Cuba comenzó en octubre de 1492 con el arribo de un barco a la actual Bahía de Bariay sobre el extremo oriental de la isla. La siguiente movilización significativa se dio entre 1898 y 1959. Cristóbal Colón, en su primer viaje a América, navegó hacia el sur de las Bahamas para explorar la costa noreste de Cuba y la costa norte de La Española, considerándoles una península del continente asiático.

## Historia

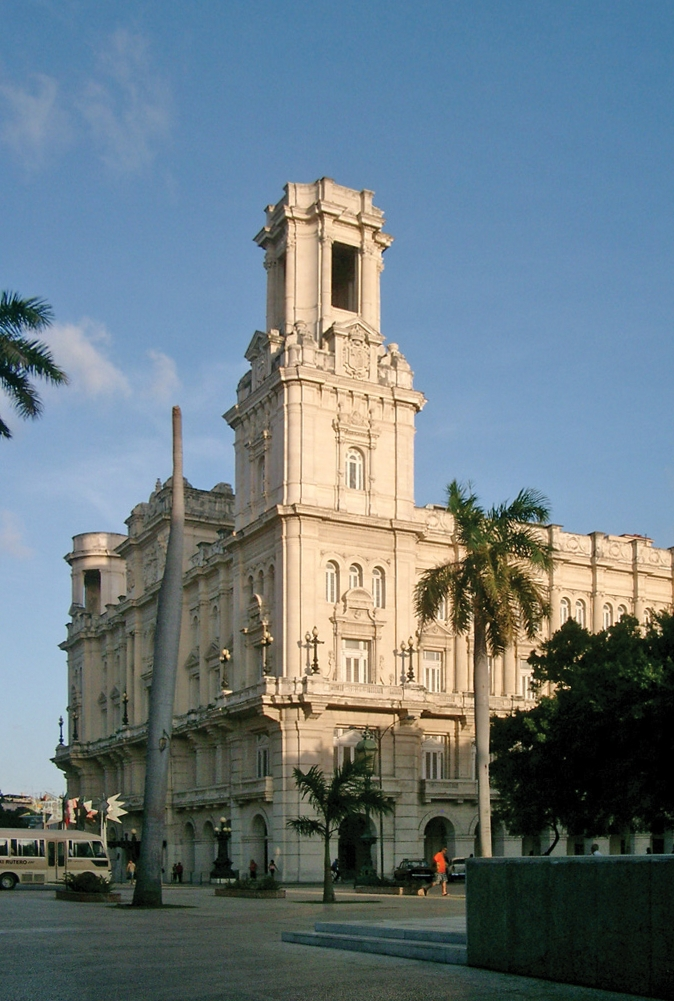
Centro Asturiano de La Habana.

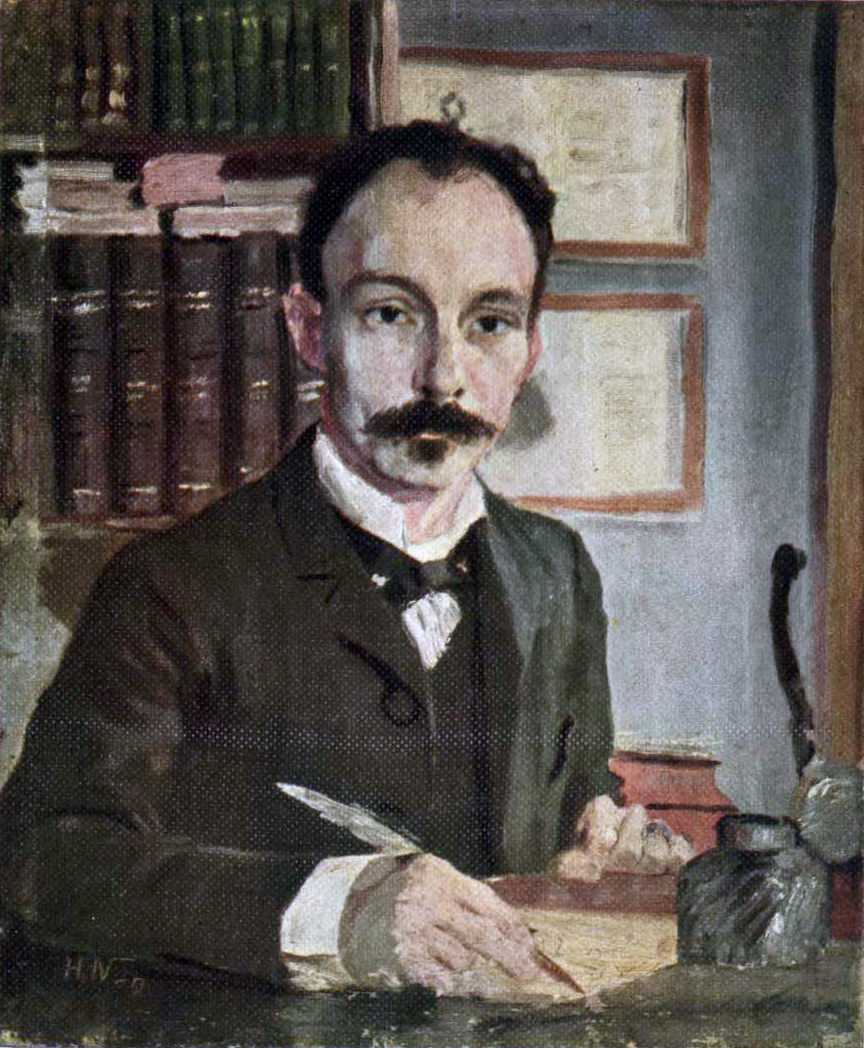
José Martí era hijo de españoles.

En 1511, Diego Velázquez de Cuéllar zarpó con tres naves y un ejército de 300 hombres desde la isla La Española para formar el primer asentamiento español en la isla grande de Cuba, con órdenes de la corona española de conquistar la isla. Los nuevos pobladores se asentaron en Baracoa, pero fueron recibidos con una fuerte resistencia de la población local: los Taínos. Los Taínos estaban organizados por el cacique Hatuey, quien se había trasladado desde La Española para escapar de la dominación española. Después de una prolongada campaña de guerrilla, Hatuey y jefes sucesivos fueron capturados y quemados vivos, y al cabo de tres años los españoles habían ganado el control de la isla. En 1514, un asentamiento fue fundado en lo que se convertiría posteriormente en La Habana.
El patrimonio europeo de los cubanos proviene principalmente de la península ibérica; los españoles asentados en la isla de Cuba (andaluces, canarios, asturianos, catalanes, gallegos y castellanos) son la imagen del fenotipo cubano, aunque también hay descendencia de italianos y africanos.
En La Habana reside la mayor concentración de ciudadanos españoles en la actualidad, quienes se han enfocado en las actividades del sector turístico tanto en la ciudad como en toda la isla. La comunidad española ha logrado restablecer relaciones con Cuba, lo cual ha beneficiado a la población europea.

## Comunidades

### Andaluces
La forma de hablar de los cubanos tiene fuerte influencia del castellano de Andalucía (de la misma forma que el acento canario).
Las corridas de toros, así como la fiesta cultural tradicional, es muy andaluza debido a su presencia en Cuba durante el período colonial ininterrumpida desde 1538 hasta 1899. En La Habana hay muchas plazas de toros y por ahí pasan los toreros procedentes de Cádiz, España. En la primera mitad del siglo XIX, las corridas de toros se celebraron en Sancti Spíritus en 1850 y en otras ciudades. Uno de los toreros más destacados en el momento de "Cheche de La Habana" fue José Marrero Báez (desde 1870 hasta 1909), quien nació en La Habana, Cuba, y murió en Ciudad Jiménez, México. En el siglo XIX, La Habana y Montevideo fueron las ciudades con más corridas de toros, pero perdieron finalmente la tradición en los últimos años del siglo XX.

### Asturianos
Los asturianos son una comunidad bastante numerosa en Cuba. Un cubano, hijo de un asturiano, es el autor del himno del Principado de Asturias.

### Canarios

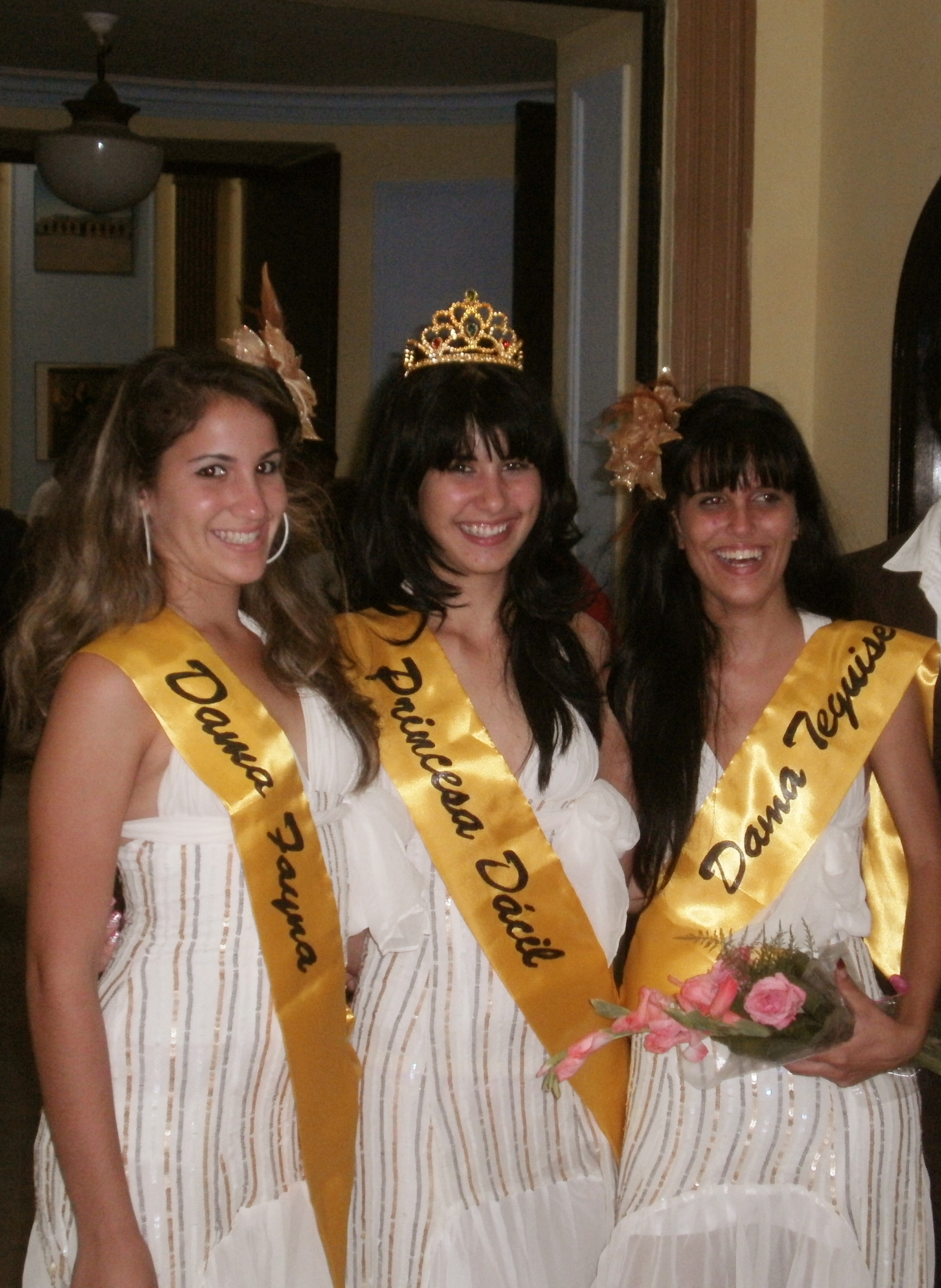
Celebración del concurso "Princesa Dácil" en el Séptimo Festival de Tradiciones Canarias en Cuba. Al centro de la imagen, Mary Ann Álvarez Robbio, ganadora del concurso en 2010

Los primeros canarios que se establecieron en la isla llegaron en el 1492, provenientes de los barcos de Cristóbal Colón (tres de los cuatro viajes de Colón pasaron por Canarias). El siguiente grupo de canarios que se estableció en Cuba fue en el último tercio del siglo XVI. Debido al hecho de que en aquel entonces Canarias aún se estaba repoblando, el grupo canario que llegó a la isla fue muy reducido. A pesar de eso, se calcula que entre 1585 y 1655, los canarios representaron alrededor del 25.6% de los inmigrantes de La Habana. No fue hasta el siglo XVII, sobre todo con el Tributo de Sangre (1678-1764), cuando la emigración canaria hacia la isla adquirió un aire masivo de miles de Canarios. De hecho, en el siglo XVIII, fue el segundo país con mayor inmigración canaria, después de Venezuela. Aunque el Tributo de Sangre se prohibió en 1764, muchos canarios siguieron emigrando a Cuba.
Así, en el siglo XIX y en la primera mitad del XX, se convirtió en el principal país de emigración canaria que, junto con Puerto Rico (en el primero de esos siglos), absorbían a la mayor parte de los inmigrantes canarios que llegaban a América para mejorar sus condiciones económicas, algo que, a pesar de todo, conseguían a duras penas en estos países. Así, en la guerra de la independencia cubana participaron numerosos canarios y descendientes de ellos en el bando libertador, entre los que destacó José Martí, participando también muchos canarios en el bando realista (algunos de los cuales se arrepentirían de ello tras la independencia cubana, cuando Cuba les cerró sus puertas por no haber luchado por su causa). 
Venezuela ocupó el lugar de Cuba en la segunda mitad del siglo XX. La mayoría de los canarios procedían de Tenerife, Gran Canaria y La Palma, y se establecieron en ciudades como La Habana, Matanzas, Oriente, Pinar del Río y en el centro de la isla, dedicándose básicamente a la agricultura. Actualmente, debido a la emigración canaria a Cuba y Venezuela durante el siglo XX, la mayoría de los canarios tienen algún familiar en esos países. Al igual que una gran parte de los cubanos, tienen también algún antepasado canario. Destacan, entre otros: Lina Ruz González (madre de Fidel Castro), José Martí, Gertrudis Gómez de Avellaneda y Silvestre de Balboa que nacido en Canarias, es el autor de la primera obra de la literatura cubana: Espejo de Paciencia.

### Catalanes

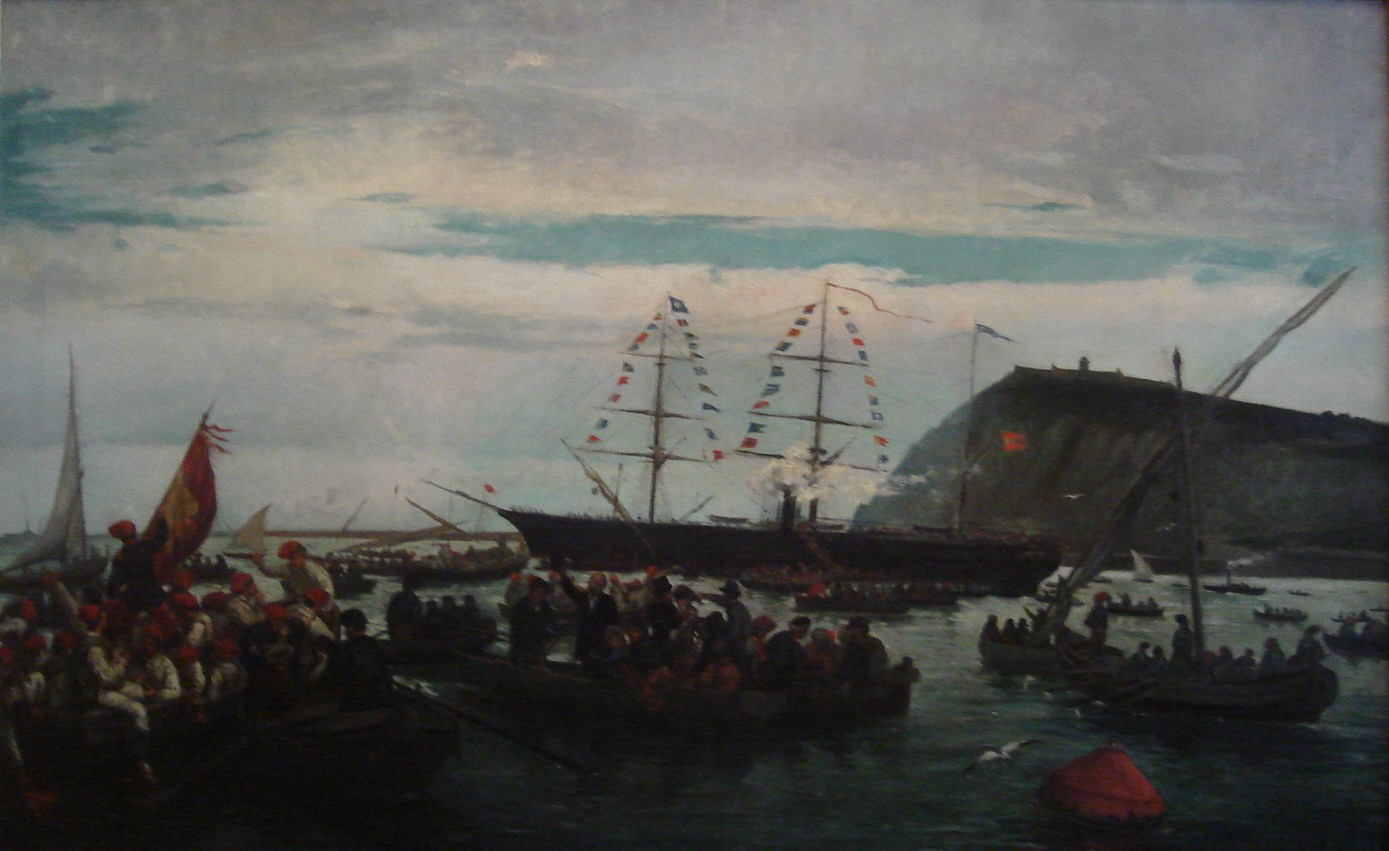
Levas de soldados catalanes antes de ser mandados a Cuba

Basta con ver el gran número de apellidos catalanes que aparecen en el directorio telefónico. Se podría considerar que el regionalismo catalán existente en España se acentuó a raíz de la independencia de Cuba, debido a que el empresariado catalán monopolizaba el comercio y la industria textil, así como de la caña de azúcar con sus derivados.
En los tiempos recintos, gran parte de las inversiones españolas en Cuba, sobre todo en el sector turístico, provienen de capitales catalanes.

### Gallegos

En La Habana, se cantó por primera vez el himno gallego.

Los gallegos cuentan con más 15 300 miembros aproximadamente dispersos principalmente en La Habana, Cárdenas, Matanzas, Pinar del Río, Camagüey, Trinidad, Cienfuegos, Santa Clara, Santiago de Cuba y Guantánamo. Llegaron procedentes de Vigo hacia el puerto de La Habana entre los años 1821 y 1877, huyendo de la hambruna y de las presiones políticas. Muchos gallegos y otros ibéricos que habían llegado a la isla se desplazaron después hacia México y los Estados Unidos entre la década de 1920 y la de 1940. 

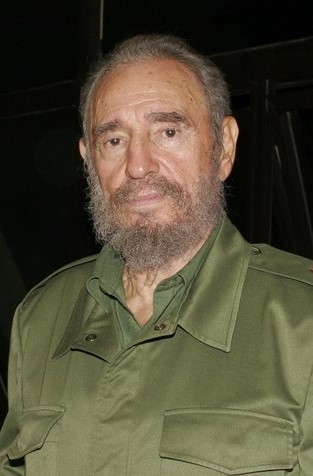
Fidel Castro era hijo de gallego.

Cuando los gallegos empezaron a establecerse en algún lugar de la isla, empezaron a producir y trabajar tanto en el campo como en la ciudad de La Habana. Se construyó el centro Gallego de La Habana, que en su interior albergaba un teatro muy grande, y fue en esta ciudad donde se entonó por vez primera el Himno Gallego, llamado Os Pinos (Los Pinos), en 1924.
El padre de Fidel Castro, Ángel Castro Argiz, era gallego, más concretamente de Láncara, provincia de Lugo.

## Flujos migratorios
| Año del censo | Residentes |
| ------------- | ---------- |
| 1852          | 2.469      |
| 2011          | 2.359      |
| 2012          | 2.297      |
| 2013          | 2.222      |
| 2014          | 2.195      |
| 2015          | 2.114      |